# Зарембо, Эдуард Дмитриевич
Эдуард Дмитриевич Зарембо (бел. Эдуард Дзмітрыевіч Зарэмба; 17 ноября 1937, Баку — 3 марта 2012, Минск) — советский футболист, защитник.

## Биография
Отец Дмитрий Ильич — военный, полковник.
На первенстве ФШМ среди юношей признан лучшим полузащитником. Приглашён в клуб «Спартак», Минск. Сыграл 3 игры за дубль. В 1959 году был переведён в основной состав. В 1960 году команда была переименована в «Беларусь», а в 1963 году передана обществу «Динамо».
В высшей лиге чемпионатов СССР провёл 265 матчей, в 1965 году привлекался в состав сборной СССР.
После окончания игровой карьеры Эдуард Зарембо работал тренером в детских футбольных школах, до последнего времени в Минском Государственном Высшем Радиотехническом Колледже преподавателем физкультуры.
Похоронен на Восточном (Московском) кладбище Минска.

## Достижения
- Бронзовый призёр чемпионата СССР: 1963 год.
- Финалист Кубка СССР: 1965 год.